# Антонио Фолер
Антонио Фолер (1536 – 1616) е италиански художник. Твори главно във Венеция, рисува свещени предмети в късен ренесансов или маниеристичен стил.

## Биография
Рисува образа на свети Стефан за църквата „Св. Стефан” във Венеция.  
Известен е още като Антонио де Ферари или Ферари, или Фолиеро от Дел Фолер. Член е на гилдията на художниците във Венеция от 1590 до 1612 година. Вероятно е роден във Венеция. Рисува „Раждането на Дева Мария“ (1589) за църквата „Сан Барнаба“, Венеция. Рисува и за църквата „Санта Катерина“, Венеция. Много от творбите му са изгубени или унищожени.
Живее и умира в бедност.